# Törmäsluoto
Törmäsluoto är en ö i Finland. Den ligger i sjön Porttipahdan tekojärvi och i kommunen Sodankylä i den ekonomiska regionen Norra Lappland och landskapet Lappland, i den norra delen av landet, 900 km norr om huvudstaden Helsingfors. Öns area är 1,4 hektar och dess största längd är 180 meter i nord-sydlig riktning.